# Mazzita-Mg
La mazzita-Mg és un mineral de la classe dels silicats, que pertany al grup de les zeolites. Rep el nom en honor de Fiorenzo Mazzi (1924 - 25 de setembre de 2017), professor de mineralogia a la Universitat de Pavia, Itàlia, per les seves contribucions a la comprensió de l'estructura de zeolites.
Originalment anomenada simplement mazzita, el descobriment de mazzita dominant el sodi va promoure el nom de mazzita a una sèrie i aquesta espècie es va convertir en mazzita-Mg.

## Característiques
La mazzita-Mg és un silicat de fórmula química (Mg,K,Ca)₅(Si26Al10)O72·28H₂O. Es tracta d'una espècie aprovada per l'Associació Mineralògica Internacional, i publicada per primera vegada el 1974. Cristal·litza en el sistema hexagonal. La seva duresa a l'escala de Mohs es troba entre 4 i 5.
Segons la classificació de Nickel-Strunz, la mazzita-Mg pertany a «09.GC: Tectosilicats amb H₂O zeolítica, cadenes de connexions dobles de 4-enllaços» juntament amb els següents minerals: amicita, garronita-Ca, gismondina-Ca, gobbinsita, harmotoma, phil·lipsita-Ca, phil·lipsita-K, phil·lipsita-Na, flörkeïta, merlinoïta, mazzita-Na, perlialita, boggsita, paulingita-Ca i paulingita-K.

## Formació i jaciments
Va ser descoberta al mont Semiol, a la localitat de Châtelneuf, dins el departament del Loira (Alvèrnia-Roine-Alps, França). També ha estat descrita a la pedrera Michelnau, a la localitat homònima (Hessen, Alemanya). Aquests dos indrets són els únics de tot el planeta on ha estat descrita aquesta espècie mineral.